# Lijst van voetbalinterlands Namibië - Zuid-Afrika
Deze lijst van voetbalinterlands is een overzicht van alle officiële voetbalwedstrijden tussen de nationale teams van Namibië en Zuid-Afrika. De Afrikaanse buurlanden speelden tot op heden dertien keer tegen elkaar. De eerste ontmoeting, een wedstrijd voor de COSAFA Cup 1998, werd gespeeld in Windhoek op 24 januari 1998. Het laatste duel, een groepswedstrijd tijdens de Afrika Cup 2023, vond plaats op 21 januari 2024 in Korhogo (Ivoorkust).

## Wedstrijden
| №  | Plaats         | Datum            | Competitie        | Wedstrijd             | Uitslag |
| -- | -------------- | ---------------- | ----------------- | --------------------- | ------- |
| 1  | Windhoek       | 24 januari 1998  | COSAFA Cup 1998   | Namibië – Zuid-Afrika | 3 – 2   |
| 2  | Bobo Dioulasso | 16 februari 1998 | Afrika Cup 1998   | Zuid-Afrika – Namibië | 4 – 1   |
| 3  | Windhoek       | 31 juli 1999     | COSAFA Cup 1999   | Namibië – Zuid-Afrika | 1 – 1   |
| 4  | Windhoek       | 16 augustus 2006 | Vriendschappelijk | Namibië – Zuid-Afrika | 0 – 1   |
| 5  | Durban         | 3 maart 2010     | Vriendschappelijk | Zuid-Afrika – Namibië | 1 – 1   |
| 6  | Lusaka         | 13 juli 2013     | COSAFA Cup 2013   | Zuid-Afrika – Namibië | 2 – 1   |
| 7  | Saulspoort     | 7 juli 2017      | COSAFA Cup 2017   | Zuid-Afrika − Namibië | 1 − 0   |
| 8  | Pietersburg    | 5 juni 2018      | COSAFA Cup 2018   | Namibië − Zuid-Afrika | 1 − 4   |
| 9  | Caïro          | 28 juni 2019     | Afrika Cup 2019   | Zuid-Afrika − Namibië | 1 − 0   |
| 10 | Rustenburg     | 8 oktober 2020   | Vriendschappelijk | Zuid-Afrika − Namibië | 1 − 1   |
| 11 | Durban         | 5 juli 2023      | COSAFA Cup 2023   | Zuid-Afrika − Namibië | 1 − 1   |
| 12 | Johannesburg   | 9 september 2023 | Vriendschappelijk | Zuid-Afrika − Namibië | 0 − 0   |
| 13 | Korhogo        | 21 januari 2024  | Afrika Cup 2023   | Zuid-Afrika − Namibië | 4 − 0   |

## Samenvatting
| Competitie        | Totaal gespeeld | Winst Namibië | Gelijk | Winst Zuid-Afrika | Doelsaldo Namibië – Zuid-Afrika |
| ----------------- | --------------- | ------------- | ------ | ----------------- | ------------------------------- |
| Afrika Cup        | 3               | 0             | 0      | 3                 | 1 – 9                           |
| COSAFA Cup        | 6               | 1             | 2      | 3                 | 7 – 11                          |
| Vriendschappelijk | 4               | 0             | 3      | 1                 | 2 – 3                           |
| Totaal            | 13              | 1             | 5      | 7                 | 10 – 23                         |

## Details

### Eerste ontmoeting
| COSAFA Cup 1998 (Windhoek, Namibië, 24 januari 1998):      |       |                                  |
| Namibië                                                    | 3 – 2 | Zuid-Afrika                      |
| Stanley Goagoseb 44' Bimbo Tjihero 89' Berlin Achumeb 100' | goals | 39' Thabo Mooki 62' Phil Masinga |

### Tweede ontmoeting
| Afrika Cup 1998 (Bobo-Dioulasso, Burkina Faso, 16 februari 1998):                      |       |                  |
| Zuid-Afrika                                                                            | 4 – 1 | Namibië          |
| Benedict McCarthy 9' Benedict McCarthy 11' Benedict McCarthy 19' Benedict McCarthy 21' | goals | 68' Simon Uutoni |

NFA · 
Namibisch vrouwenelftal
1990 – 1999 ·
2000 – 2009 ·
2010 – 2019 ·
2020 − 2029
1990 · 
1991 · 
1992 · 
1993 · 
1994 · 
1995 · 
1996 · 
1997 · 
1998 · 
1999 · 
2000 · 
2001 · 
2002 · 
2003 · 
2004 · 
2005 · 
2006 · 
2007 · 
2008 · 
2009 · 
2010 · 
2011 · 
2012 · 
2013 · 
2014 ·
2015 ·
2016 ·
2017 ·
2018 ·
2019 ·
2020 ·
2021 ·
2022 ·
2023
Algerije ·
Angola ·
Benin ·
Botswana ·
Burkina Faso ·
Burundi ·
Comoren ·
Congo-Brazzaville ·
Congo-Kinshasa ·
Djibouti ·
Egypte ·
Equatoriaal-Guinea ·
Eritrea ·
Ethiopië ·
Gabon ·
Gambia ·
Ghana ·
Guinee ·
Guinee-Bissau ·
India ·
Ivoorkust ·
Kameroen ·
Kenia ·
Lesotho ·
Libanon ·
Liberia ·
Libië ·
Madagaskar ·
Malawi ·
Mali ·
Marokko ·
Mauritius ·
Mozambique ·
Niger ·
Nigeria ·
Oeganda ·
Rwanda ·
Saoedi-Arabië ·
Sao Tomé en Principe ·
Senegal ·
Seychellen ·
Swaziland ·
Tanzania ·
Togo ·
Tsjaad ·
Tunesië ·
Zambia ·
Zimbabwe ·
Zuid-Afrika
SAFA · A-internationals · Bondscoaches · Selecties · Statistieken · Zuid-Afrikaans vrouwenelftal · Olympisch elftal · Zuid-Afrika U21 · Zuid-Afrika U19 · Zuid-Afrika U17
1906 – 1919 ·
1920 – 1929 ·
1930 – 1939 ·
1940 – 1949 · 
1950 – 1959 · 
1960 – 1969 · 
1970 – 1979 · 
1980 – 1989 · 
1990 – 1999 · 
2000 – 2009 · 
2010 – 2019 ·
2020 − 2029
AC 1996 · 
AC 1998 · 
AC 2000 · 
AC 2002 · 
AC 2004 · 
AC 2006 · 
AC 2008 · 
AC 2013
WK 1998 · 
WK 2002 · 
WK 2010
OS 2000 ·
OS 2016 ·
OS 2020
1947 · 
1948–1949 · 
1950 · 
1951-1952 ·
1953 · 
1954 · 
1955 · 
1956–1991 · 
1992 · 
1993 · 
1994 · 
1995 · 
1996 · 
1997 · 
1998 · 
1999 · 
2000 · 
2001 · 
2002 · 
2003 · 
2004 · 
2005 · 
2006 · 
2007 · 
2008 · 
2009 · 
2010 · 
2011 · 
2012 · 
2013 · 
2014 · 
2015 · 
2016 ·
2017 ·
2018 ·
2019 ·
2020 ·
2021 ·
2022 ·
2023 ·
2024
Algerije ·
Andorra ·
Angola ·
Argentinië ·
Australië ·
Benin ·
Bolivia ·
Botswana ·
Brazilië ·
Bulgarije ·
Burkina Faso ·
Burundi ·
Canada ·
Centraal-Afrikaanse Republiek ·
Chili ·
Colombia ·
Comoren ·
Congo-Brazzaville ·
Congo-Kinshasa ·
Costa Rica ·
Denemarken ·
Duitsland ·
Ecuador ·
Egypte ·
Engeland ·
Equatoriaal-Guinea ·
Ethiopië ·
Frankrijk ·
Gabon ·
Gambia ·
Georgië ·
Ghana ·
Guatemala ·
Guinee ·
Guinee-Bissau ·
Honduras ·
Ierland ·
IJsland ·
Irak ·
Israël ·
Italië ·
Ivoorkust ·
Jamaica ·
Japan ·
Kaapverdië ·
Kameroen ·
Kenia ·
Lesotho ·
Liberia ·
Libië ·
Madagaskar ·
Malawi ·
Mali ·
Malta ·
Marokko ·
Mauritanië ·
Mauritius ·
Mexico ·
Mozambique ·
Namibië ·
Nederland ·
Nieuw-Zeeland ·
Niger ·
Nigeria ·
Noord-Korea ·
Noorwegen ·
Oeganda ·
Panama ·
Paraguay ·
Polen ·
Portugal ·
Rwanda ·
Saoedi-Arabië ·
Sao Tomé en Principe ·
Schotland ·
Senegal ·
Servië ·
Seychellen ·
Sierra Leone ·
Slovenië ·
Soedan ·
Spanje ·
Swaziland ·
Tanzania ·
Thailand ·
Trinidad en Tobago ·
Tsjaad ·
Tsjechië ·
Tunesië ·
Turkije ·
Uruguay ·
Verenigde Arabische Emiraten ·
Verenigde Staten ·
Zambia ·
Zimbabwe ·
Zuid-Soedan ·
Zweden
Frankrijk (2010) ·
Mexico (2010) ·
Paraguay (2002) · 
Slovenië (2002) · 
Spanje (2002) · 
Uruguay (2010)